# Ga Gwanghwamun
Ga Gwanghwamun (Trung tâm biểu diễn nghệ thuật Sejong) (Tiếng Hàn: 광화문(세종문화회관)역, Hanja: 光化門(世宗文化會館)驛) là ga trên Tàu điện ngầm vùng thủ đô Seoul tuyến 5 của Tàu điện ngầm vùng thủ đô Seoul nằm ở giao lộ Sejong-daero, Jongno-gu, Seoul. Nó không phải là nhà ga gần cổng Gwanghwamun nhất như tên gọi của nó, Gwanghwamun gần Ga Gyeongbokgung hơn trên Tàu điện ngầm vùng thủ đô Seoul tuyến 3. Nó nằm cạnh Đại sứ quán Hoa Kỳ tại Hàn Quốc và Văn phòng Jongno-gu.

## Lịch sử
- 30 tháng 12 năm 1996: Bắt đầu kinh doanh với tên gọi "Ga Gwanghwamun" với việc khai trương Tàu điện ngầm Seoul tuyến 5.

## Bố trí ga
| Seodaemun ↑        |
| E/B W/B \|         |
| ↓ Jongno 3(sam)-ga |

| Hướng Tây  | ●Tuyến 5 | ← Hướng đi Chungjeongno · Yeouido · Sân bay Quốc tế Gimpo · Banghwa |
| Hướng Đông | ●Tuyến 5 | → Hướng đi Wangsimni · Cheonggu · Hanam Geomdansan · Macheon →      |

## Xung quanh nhà ga
| Lối ra \| 나가는 곳 \| Exit \| 出口 | Lối ra \| 나가는 곳 \| Exit \| 出口 |
| ----------------------------------- | --- |
| Lối ra 1, 8                         | |
| 1                                   | Trung tâm thông tin và lưu trữ Seoul Cơ quan Cảnh sát thủ đô Seoul Segye Ilbo Khu liên hợp chính phủ Trung tâm dịch vụ dân sự chung của chính phủ Seoul Trung tâm đào tạo công chức trung ương Trung tâm giáo dục tin học Hướng đi Tường thành Seoul             |
| 8                                   | Trung tâm Biểu diễn Nghệ thuật Sejong Trung tâm Quân đội Cứu tế KMI Viện Y học Hàn Quốc Bảo tàng Lịch sử Seoul Naeil Shinmun |
| Lối ra 2, 3, 4, 5, 6, 7, 9          | |
| 2                                   | Hướng đi Nhà Xanh Bảo tàng Lịch sử Quốc gia Hàn Quốc Bảo tàng Nghệ thuật Đương đại và Hiện đại Quốc gia Bảo tàng Dân gian Quốc gia Hàn Quốc Đại sứ quán Hoa Kỳ tại Hàn Quốc Văn phòng Jongno-gu Aju Business Daily Sejong Choongmoogong Leesoonsin Story Jogyesa |
| 3                                   | Giao lộ Sejong-daero Cheongjin-dong |
| 4                                   | Nhà triển lãm tượng đài Nhà hiến máu Trung tâm Gwanghwamun Tòa nhà bảo hiểm nhân thọ Kyobo |
| 5                                   | Bưu điện Gwanghwamun Dong-A Ilbo Bảo tàng nghệ thuật Ilmin Tòa thị chính Seoul Korea Deposit Insurance Corporation Quảng trường Cheonggye Cheonggyecheon Cầu Mojeon Tổ chức du lịch Hàn Quốc Seoul Sinmun (Trung tâm báo chí Hàn Quốc)                           |
| 6                                   | Deoksugung Hội đồng thành phố Seoul Trường tiểu học Deoksu Seoul Chosun Ilbo Tòa nhà Gwanghwamun Kyunghyang Shinmun Nhà hát Jeongdong Bảo tàng nghệ thuật Sehwa                                                                                                  |
| 7                                   | Công viên Gyeonghuigung Bảo tàng Lịch sử Seoul Trung tâm Biểu diễn Nghệ thuật Sejong |
| 9                                   | Quảng trường Gwanghwamun Gyeongbokgung Gwanghwamun Gyeongbokgung Haechimadang |
| Hành lang                           | Văn phòng thuế khu vực Seoul Trạm cứu hỏa Jongno Công viên Cheongjin Hướng đi ga Jonggak |

## Thay đổi hành khách
| Năm                                        | Số lượng hành khách (người) | Ghi chú |
| ------------------------------------------ | --------------------------- | ------- |
| 2000                                       | 55,666                      |         |
| 2001                                       | 60,257                      |         |
| 2002                                       | 61,471                      |         |
| 2003                                       | 62,593                      |         |
| 2004                                       | 65,700                      |         |
| 2005                                       | 69,543                      |         |
| 2006                                       | 69,258                      |         |
| 2007                                       | 67,608                      |         |
| 2008                                       | 66,081                      |         |
| 2009                                       | 65,680                      |         |
| 2010                                       | 65,054                      |         |
| 2011                                       | 67,226                      |         |
| 2012                                       | 69,074                      |         |
| 2013                                       | 70,142                      |         |
| 2014                                       | 74,026                      |         |
| 2015                                       | 73,355                      |         |
| 2016                                       | 76,659                      |         |
| 2017                                       | 75,181                      |         |
| 2018                                       | 72,145                      |         |
| 2019                                       | 73,173                      |         |
| 2020                                       | 49,481                      |         |
| 2021                                       | 47,084                      |         |
| 2022                                       | 55,171                      |         |
| Nguồn                                      |                             |         |
| : Phòng dữ liệu Tổng công ty Vận tải Seoul |                             |         |

## Hình ảnh

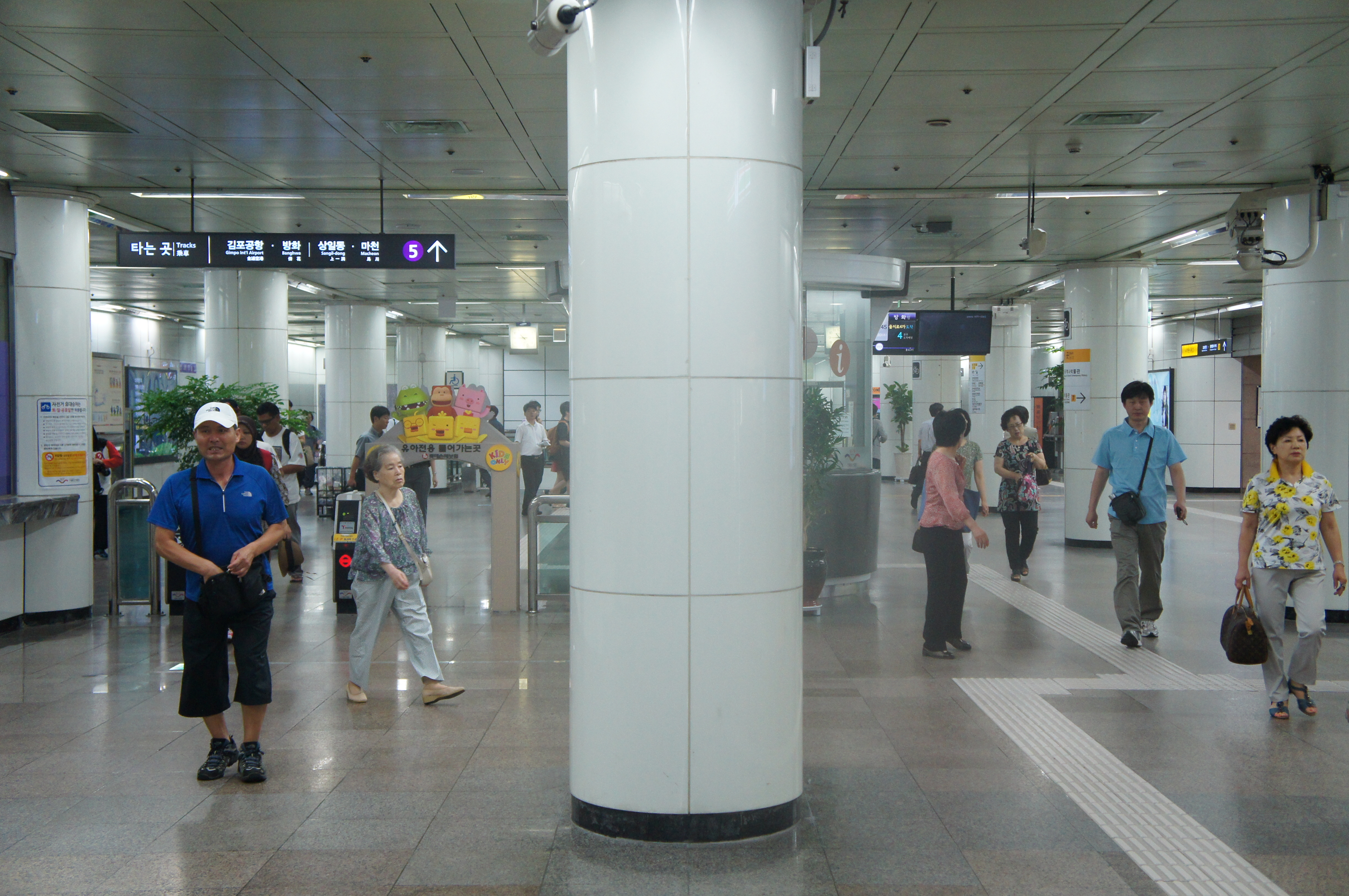
Phòng chờ
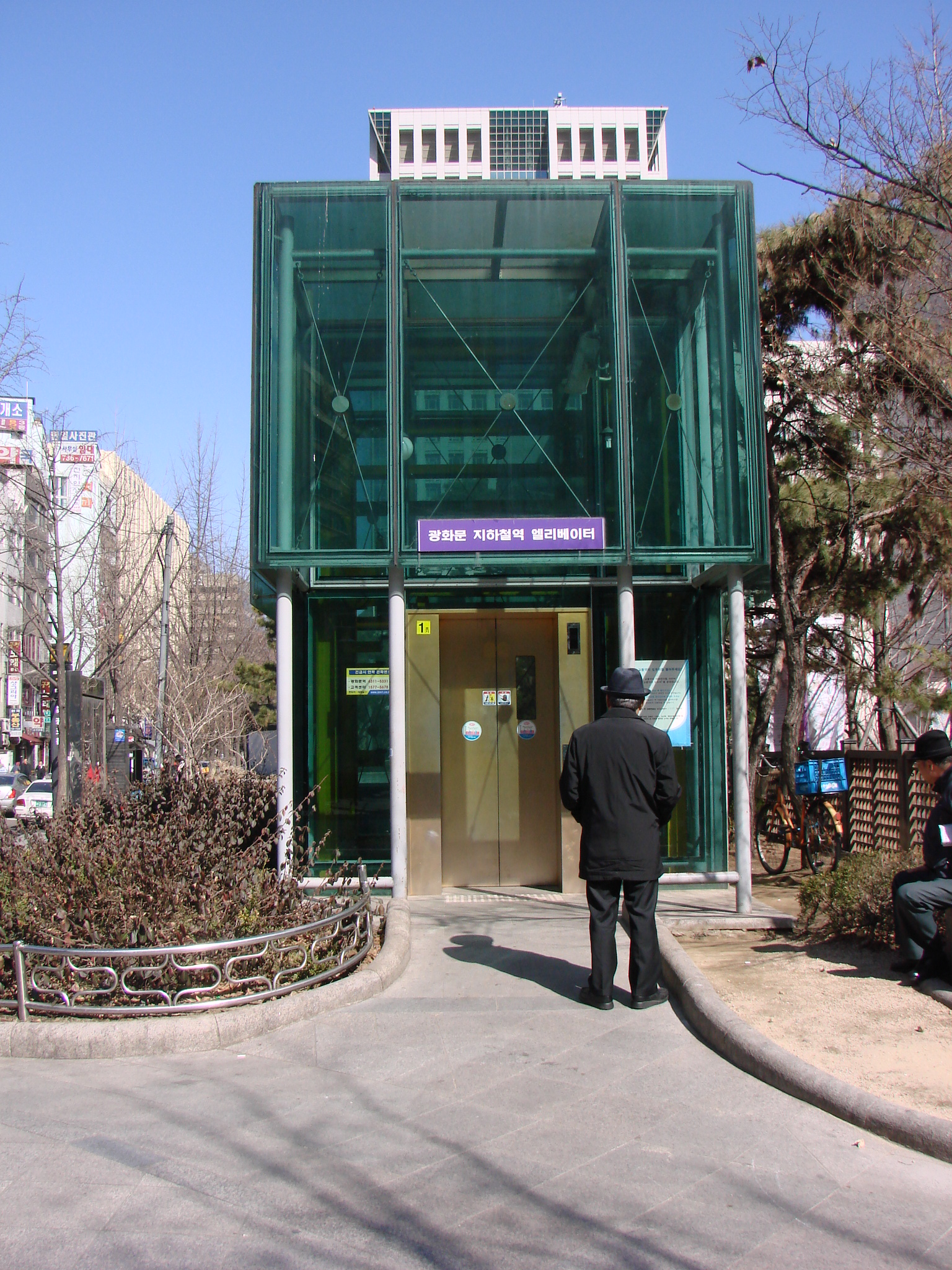
Thang máy
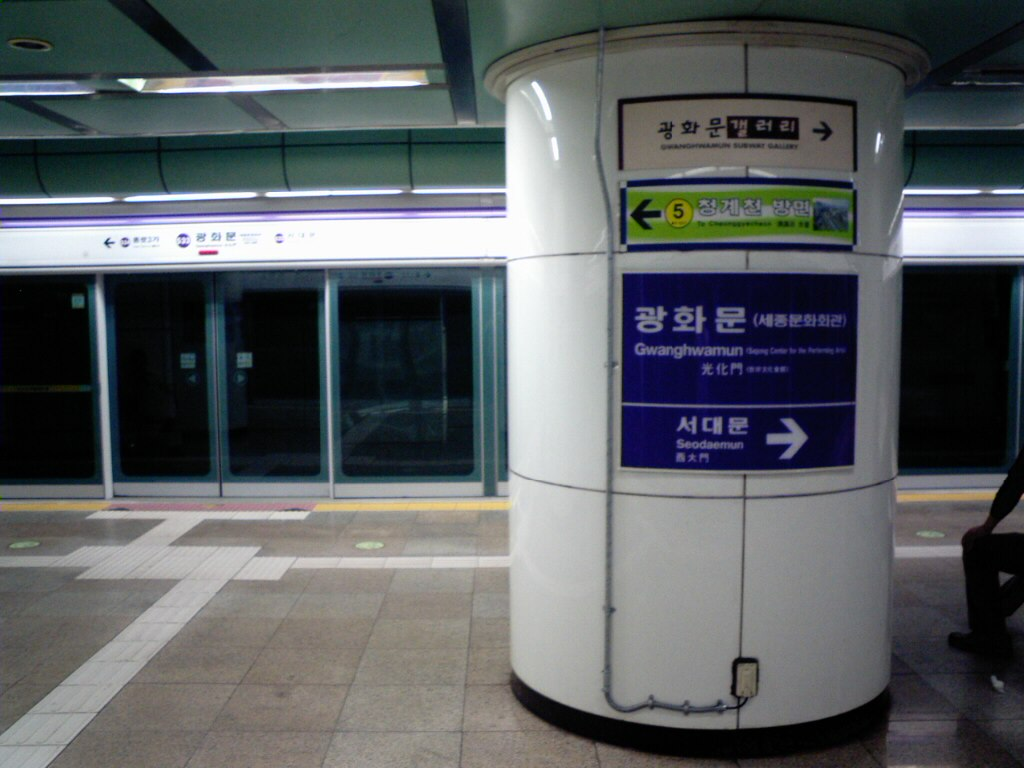
Bảng tên nhà ga và sân ga (2008)
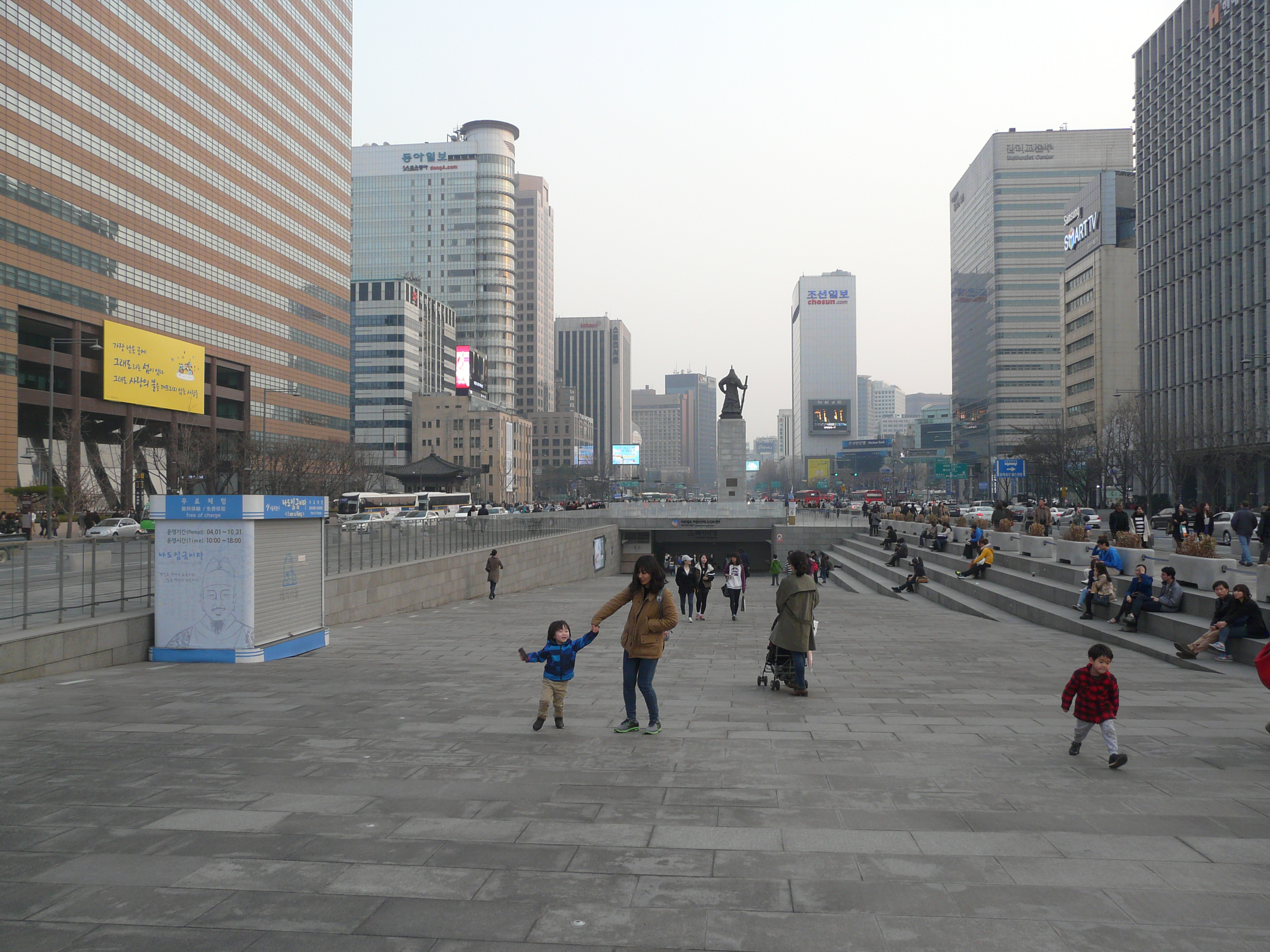
Lối ra 9
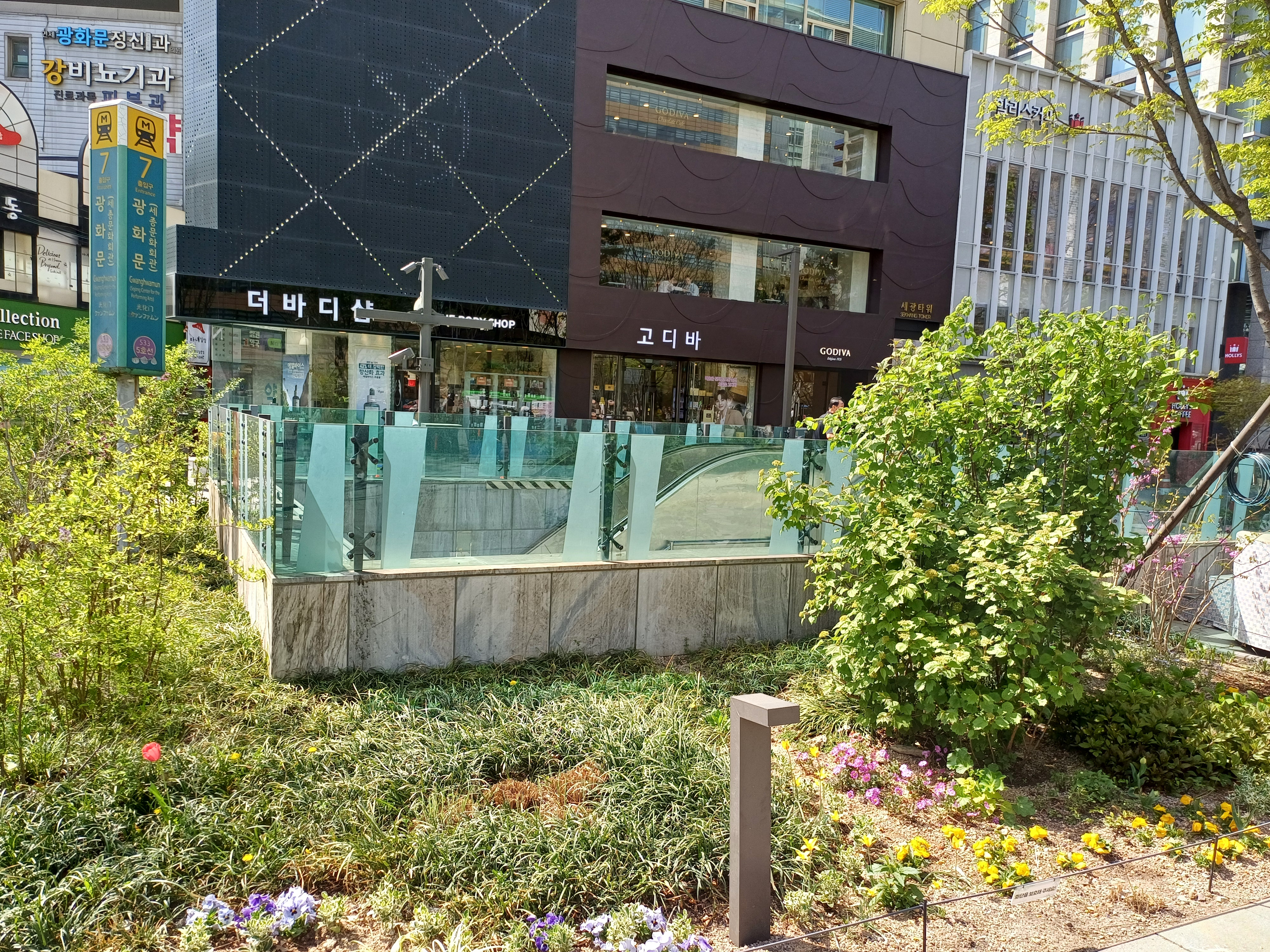
Lối ra 7

## Du lịch
Vào tháng 1 năm 2013, Tổng công ty đường sắt cao tốc đô thị Seoul (nay hợp nhất vào Tổng công ty Vận tải Seoul), quản lý tuyến này, phát hành sách hướng dẫn miễn phí tại nhà ga này. Nó được in trong 3 ngôn ngữ: tiếng Anh, tiếng Nhật và tiếng Trung (giản thể và phồn thể), bao gồm tám tour cũng như những giới thiệu những địa điểm, nhà hàng và trung tâm mua sắm.
Các địa điểm du lịch gần đó bao gồm: Gyeongbokgung, Cheonggyecheon và Kyobo Book Centre.
- Cung điện Gyeongbokgung, cung điện chính của Joseon, đã bị đốt cháy trong cuộc xâm lược của Nhật Bản vào Hàn Quốc vào năm 1592.
- Chợ Tongin là khu chợ nằm ở phía Cổng Yeongchumun của Cung điện Gyeongbokgung và được xây dựng từ thời thuộc địa Nhật Bản.
- Quảng trường Gwanghwamun là quảng trường phía trước Gwanghwamun, cổng chính của Cung điện Gyeongbokgung.